# Salvatore Cammarano
Salvatore Cammarano (n. 19 martie 1801, Napoli, Regatul Neapolelui – d. 17 iulie 1852, Napoli, Regatul celor Două Sicilii) a fost un libretist italian. 
El a scris libretele unor opere ale lui Giuseppe Verdi (Alzira, La battaglia di Legnano, Luisa Miller, Trubadurul) și Gaetano Donizetti (Lucia di Lammermoor).